# هوستین
هوستین (به چکی: Hostín) یک منطقهٔ مسکونی در جمهوری چک است که در ناحیه میلنیک واقع شده‌است.